# Sparruhorn
Das Sparruhorn (Sparrenhorn) ist ein Berg in der Gemeinde St. Niklaus im Schweizer Kanton Wallis mit einer Höhe von 2988 m ü. M.
Es liegt nördlich vom Festihorn, von dem es durch die Sparrulicke getrennt ist.